# Grant Sherfield
Pour les articles homonymes, voir Grant et Sherfield.
Grant Sherfield, né le 29 octobre 1999 à Wichita, au Kansas, est un joueur américain de basket-ball évoluant au poste de meneur.

## Biographie

### Carrière universitaire
Entre 2019 et 2020, il joue pour les Shockers de Wichita State à l'université d'État de Wichita.
Entre 2020 et 2022, il joue pour le Wolf Pack du Nevada à l'université du Nevada à Reno.
Entre 2022 et 2023, il joue pour les Sooners de l'Oklahoma à l'université de l'Oklahoma.

### Carrière professionnelle

#### Metropolitans 92 (depuis 2023)
Le 22 juin 2023, automatiquement éligible à la draft 2023 de la NBA, il n'est pas sélectionné. En juillet 2023, il participe à la NBA Summer League de Las Vegas avec les Suns de Phoenix.
Le 16 août 2023, il signe son premier contrat professionnel avec l'équipe française des Metropolitans 92. Il quitte néanmoins le club francilien en novembre 2023 pour l'Hapoël Beer-Sheva.

## Statistiques

### Universitaires
Les statistiques de Grant Sherfield en matchs universitaires sont les suivantes :
| Saison    | Équipe        | Matchs | Titul. | Min./m | % Tir | % 3pts | % LF | Rbds/m. | Pass/m. | Int/m. | Ctr/m. | Pts/m. |
| --------- | ------------- | ------ | ------ | ------ | ----- | ------ | ---- | ------- | ------- | ------ | ------ | ------ |
| 2019-2020 | Wichita State | 30     | 12     | 25,2   | 35,3  | 30,4   | 74,4 | 3,00    | 2,90    | 0,83   | 0,10   | 8,10   |
| 2020-2021 | Nevada        | 26     | 26     | 34,7   | 43,3  | 36,7   | 85,5 | 3,73    | 6,08    | 1,62   | 0,00   | 18,58  |
| 2021-2022 | Nevada        | 28     | 28     | 35,7   | 43,5  | 33,3   | 87,1 | 4,21    | 6,39    | 0,61   | 0,00   | 19,07  |
| 2022-2023 | Oklahoma      | 32     | 32     | 33,8   | 40,3  | 39,4   | 86,3 | 2,53    | 3,25    | 0,66   | 0,00   | 15,88  |
| Carrière  | Carrière      | 116    | 98     | 32,2   | 41,3  | 36,0   | 84,0 | 3,33    | 4,55    | 0,91   | 0,03   | 15,24  |